# Haematopota yongpingi
Haematopota yongpingi är en tvåvingeart som beskrevs av Xu och Guo 2005. Haematopota yongpingi ingår i släktet Haematopota och familjen bromsar. Inga underarter finns listade i Catalogue of Life.